# Magny-Montarlot
Magny-Montarlot är en kommun i departementet Côte-d'Or i regionen Bourgogne-Franche-Comté i östra Frankrike. Kommunen ligger i kantonen Auxonne som tillhör arrondissementet Dijon. År 2022 hade Magny-Montarlot 261 invånare.

## Befolkningsutveckling
Antalet invånare i kommunen Magny-Montarlot
Referens:INSEE